# اسمیت و وسون مدل ۲۷
اسمیت و وسون مدل ۲۷ (به انگلیسی: Smith & Wesson Model 27) یک رولور ساخت شرکت اسمیت و وسون است که فشنگهای .357 Magnum را شلیک می‌کند. این اسلحه در سال ۱۹۳۵ معرفی شده و نسخه‌های مختلفی از آن هنوز در حال تولید است. این اسلحه روی فریم N این شرکت ساخته شده و در طول لوله‌های مختلفی از جمله "۳۱/۲، "۴، "۵، "۶ یا "۸۳/۸ قابله ارائه است.